# 1. podmorniška flotilja (Wehrmacht)
Za druge 1. flotilje glejte 1. flotilja.
1. podmorniška flotilja je bila bojna podmorniška flotilja v sestavi Kriegsmarine med drugo svetovno vojno.

## Zgodovina
Flotilja je bila ustanovljena 27. septembra 1935 in je dobila ime po podmorniškem kapitanu iz prve svetovne vojne Ottu Weddigenu.
Prvi poveljnik flotilje je postal kasnejši veliki admiral Karl Dönitz.
Ker je Tretji rajh zasedel velik del Francije je pristaniško mesto Brest junija 1941 postalo glavno oporišče 1. podmorniške flotilje.
Zaradi operacije Overlord je vodstvo flotilje konec poletja 1944 svoj štab preselilo v norveški Bergen.
Septembra 1944 je bila 1. podmorniška flotilja razpuščena in preostale podmornice preseljene v Bergen.

## Baze
- september 1935–maj 1941: Kiel
- junij 1941–september 1944: Brest

## Podmornice
Razredi podmornic
- do 1941: IIB, IIC in IID
- od 1941: VIIB, VIIC, VIIC41, VIID in XB

Seznam podmornic
- U-7, U-8, U-9, U-10, U-11, U-12, U-13, U-14, U-15, U-16, U-17, U-18, U-19, U-20, U-21, U-22, U-23, U-24, U-56, U-56, U-58, U-59, U-60, U-61, U-62, U-63, U-79, U-80, U-81, U-83, U-84, U-86, U-116, U-117, U-137, U-138, U-139, U-140, U-141, U-142, U-143, U-144, U-145, U-146, U-147, U-149, U-150, U-201, U-202, U-203, U-204, U-208, U-209,U-213, U-225, U-238, U-243, U-247, U-263, U-268, U-271, U-276, U-292, U-301, U-304, U-305, U-306, U-311, U-331, U-336, U-353, U-354, U-371, U-372, U-374, U-379, U-392, U-394, U-396, U-401, U-405, U-413, U-415, U-418, U-422, U-424, U-426, U-435, U-439, U-440, U-441, U-456, U-471, U-556, U-557, U-558, U-559, U-561, U-562, U-563, U-564, U-565, U-566, U-574, U-582, U-584, U-597, U-599, U-603, U-625, U-628, U-629, U-632, U-637, U-643, U-651, U-653, U-654, U-656, U-665, U-669, U-722, U-736, U-741, U-743, U-754, U-773, U-925, U-963, U-1199

## Poveljstvo
Poveljnik
- Kapitan Karl Dönitz (september–december 1935)
- Kapitan Otto Loycke (januar 1936–september 1937)
- Kapitanporočnik Hans-Güther Looff (oktober 1937–september 1939)
- Kapitan korvete Hans Eckermann (september 1937–oktober 1940)
- Kapitan korvete Hans Cohausz (november 1940–februar 1942)
- Kapitanporočnik Heinz Buchholz (februar–julij 1942)
- Kapitan korvete Werner Winter (julij 1942–september 1944)